# 陳詳
陳詳（1385年—1455年），字約禮，福建汀州府上杭縣在城里人，明朝政治人物。

## 生平
陳詳是永樂三年（1405年）的舉人，十九年（1421年）成進士，因父親去世在家服喪三年，宣德三年（1428年）赴京獲授行在山西道監察御史，敢言剛介，四年（1429年）巡按浙江兼顧銀場，當時國家賦稅屢虧、工費煩瑣，他能條具得宜，方便民眾，九年（1434年）回京。不久雲南車里酋長結怨爭地，他前往勘正，對方悔過上貢白象和方物，明宣宗特命表彰他的勞績，正統五年（1440年）辭官歸里，十五年後去世，年七十一歲。

## 引用
1. 1 2  同治《上杭縣志·卷九·人物志》：陳詳，字約禮，在城人，永樂辛丑進士，丁內外艱終制于家，宣德戊申赴京即拜山西道御史，蓋異數也，詳奮激敢言，有剛介聲，己酉敕巡浙江兼按銀場，時國課屢虧、工役煩費，詳條具得宜，民咸便之。甲寅還朝，值雲南車里酋長搆釁爭地，敕往勘正之，酋悔服貢白象方物于朝，上特命賜以表勞績，正統庚申歸里優游林泉者，十有五年乃卒。
2. ↑  同治《上杭縣志·卷八·選舉志》：科第……（永樂）三年乙酉鄉試楊端儀榜 陳詳 字約禮，在城里人，府學，見進士……十九年辛丑會試曾鶴齡榜 陳詳 任行在山西道御史，有傳，通志誤入長汀
3. ↑  乾隆《上杭縣志·卷五·人物》：陳詳，字約禮，在城人，永樂辛丑進士……卒年七十有一。